# 西村澪
西村 澪（にしむら みお）は、日本の女子ラグビーユニオン選手。

## プロフィール
- 大阪府出身[1]。
- ポジションはロック(LO)[2]。
- 身長 169cm、体重 82kg
- 女子日本代表キャップは1。（2023年5月現在）

## 略歴
2021年、石見智翠館高校卒業後、日本体育大学に入る。
2022年5月10日に行われた女子オーストラリア遠征女子オーストラリア代表戦にて途中出場で女子日本代表初キャップを獲得した。
2025年、日本体育大学卒業後、YOKOHAMA TKMに加入。